# Gare de Béthune
Gare de Béthune – stacja kolejowa w Béthune, w departamencie Pas-de-Calais, w regionie Hauts-de-France, we Francji.
Została otwarta w 1861 przez kopalnie Compagnie des mines de Béthune. Jest stacją Société nationale des chemins de fer français (SNCF), obsługiwaną przez pociągi TGV i TER Nord-Pas-de-Calais.